# Slangenkruidbodemwants
De slangenkruidbodemwants (Aellopus atratus) is een wants uit de onderfamilie Rhyparochrominae en uit de familie bodemwantsen (Lygaeidae).
De onderfamilie Rhyparochrominae wordt ook weleens als een zelfstandige familie Rhyparochromidae gezien in een superfamilie Lygaeoidea. Lygaeidae is conform de indeling van bijvoorbeeld het Nederlands Soortenregister.

## Uiterlijk
Het is een geheel zwarte bodemwants, die 7,5 – 8,8 mm lang is. Met deze lengte behoort deze robuust en breed gebouwde wants tot de grotere bodemwantsen.

## Verspreiding en habitat
De slangenkruidbodemwants komt voor in het gehele Middellandse Zeegebied en daar op aansluitend in Noord-Afrika. Hij ontbreekt in het noordelijk deel van Europa. In het oosten is hij verspreid tot in het gebied rond de Kaspische Zee. Hij is naar het oosten van Noord-Amerika versleept. In Nederland vormt Limburg de meest noordelijke grens van zijn leefgebied en daar is hij vrij zeldzaam. Het is een bodembewoner in droge, warme leefgebieden met een zandbodem of een rotsachtige bodem.

## Leefwijze
Deze soort zuigt aan de zaden van planten uit de ruwbladigenfamilie (Boraginaceae) zoals Echium, hondstong (Cynoglossum), ossentong (Anchusa). In het zuiden van Limburg zijn waarnemingen onder de bladrozetten van slangenkruid (Echium vulgare). Ook in andere landen worden ze bij die planten het meest aangetroffen. De imago’s overwinteren.